# Vincent und Theo
Vincent und Theo (Originaltitel Vincent & Theo) ist ein Spielfilm des Regisseurs Robert Altman aus dem Jahr 1990, der sich auf die Beziehung zwischen dem Maler Vincent van Gogh und seinem jüngeren Bruder, dem Kunsthändler Theo van Gogh, konzentriert.

## Handlung
Die holländischen Brüder Vincent Van Gogh und Theo Van Gogh, die im späten 19. Jahrhundert in Paris leben, führen trotz der Kunst als Verbindung ein unterschiedliches Leben. Vincent, der an seinen Prinzipien festhält, zu denen der Glaube an Gott, aber nicht an die Religion gehört, will ein Maler sein und für seine Kunst im Elend leben. Theo, der in einer Kunstgalerie arbeitet, lebt für den Moment, er verkauft Kunst, die er nicht besonders mag, um ein bequemes Leben führen zu können. Gemeinsam ist ihnen der Hang zu fleischlichen Vergnügungen. Theo verkauft die Bilder von Vincent nicht, da er weiß, dass sie nicht gefragt sind. Vincents Sichtweise auf seinen Bruder ändert sich nicht, als er erfährt, dass es Theo ist, und nicht ihr Vater, von dem er vorher dachte, dass er ihn unterstützt.
Jeder Bruder ist eine gequälte Seele – in Vincents Fall wird sie in manchen Kreisen als Wahnsinn angesehen –, was sich auf den Umgang mit dem jeweiligen Leben auswirkt. Über die verschiedenen sexuellen Beziehungen hinaus, die jeder hat, werden einige Schlüsselmomente und längere Zeiträume in jedem ihrer Leben in den wenigen Jahren vor ihrem jeweiligen Tod vorgestellt, einschließlich: Theos Kampf mit der Syphilis, die sich darauf auswirkt, wie und ob er seine sexuellen Beziehungen weiterführen kann; Theos Vorgesetzte erlauben ihm, seine eigene Galerie weitgehend auf Provisionsbasis zu betreiben, was ihn weiter in den Bereich des Kunstverkaufs drängt, den er nicht gerne betreibt; Vincents Zeit in der Provence, die er hauptsächlich mit seinem Malerkollegen Paul Gauguin verbringt, einem der wenigen anderen Zeitgenossen, die er wirklich bewundert; und Vincents berüchtigte Selbstverstümmelung seines linken Ohres, die dazu führte, dass Theo ihm über seinen emotionalen Schmerz hinweghelfen konnte, indem er ihn unter die Obhut von Dr. Paul Gachet gab, während er selber sich mit seiner eigenen turbulenten Ehe beschäftigte. Diese Turbulenzen sind größtenteils darauf zurückzuführen, dass Vincent oft ein Dritter in ihrer Beziehung ist.

## Hintergrund
Ursprünglich als vierstündige TV-Miniserie gedreht, dann für das Theater fast halbiert, deckt Vincent und Theo den größten Teil von Van Goghs Berufsleben ab, von dem Moment im Alter von 29 Jahren, als er seinem Bruder erzählte, dass er Maler werden würde, bis zu seinem Freitod im Alter von 37 Jahren.

## Kritik
Das Lexikon des internationalen Films urteilte, der Film sei „[k]eine eindimensionale Künstlerbiografie“, stattdessen „eine anspruchsvolle, ebenso verstörende wie faszinierende Auseinandersetzung mit der Wirklichkeit sowie der Wahrheit des künstlerischen Abbildes“.